# Guzmania amplectens
Guzmania amplectens är en gräsväxtart som beskrevs av Lyman Bradford Smith. Guzmania amplectens ingår i släktet Guzmania och familjen Bromeliaceae. Inga underarter finns listade i Catalogue of Life.